# ローレンス・クライン
ローレンス・ロバート・クライン（Lawrence Robert Klein、1920年9月14日 - 2013年10月20日）は、アメリカ合衆国の経済学者。専門はマクロ経済学と計量経済学であり、『ケインズ革命』（1947年）、『アメリカ合衆国の経済変動』（1950年）、『計量経済学』（1953年）、『計量経済学入門』（1962年）などの著作を発表している。また、「国民経済モデルの国際連結モデル」（LINK）の中心メンバーでもあった。

## 略歴

### 学歴
- 1920年 ネブラスカ州オマハでユダヤ人の家庭に生まれる。
- ロサンゼルス・シティー・カレッジ（LACC）で微積分学を学ぶ。
- コンピューター・モデリングを学ぶために、カリフォルニア大学バークレー校に入る。
- 1942年 カリフォルニア大学バークレー校を卒業する（B.A.）。
- 1944年 マサチューセッツ工科大学でPh.D.を授与される。

### 職歴
- 1944年 シカゴ大学のコウルズ委員会で経済予測のシステム開発と経済政策のビジネスへの影響を研究する（ - 1947年）。
- 1947年 1年間、ヨーロッパをめぐる。
- 1948年 帰国後、全米経済研究所（NBER）に入り、鉄道部門の生産関数の推計を行う。
- 1949年 全米経済研究所は、ミシガン大学のサーベイ・リサーチ研究所との共同プロジェクトに参加。
- 1950年 ミシガン大学で講師となる（計量経済学）。同じくオックスフォード大学統計研究所上級研究員（ - 1954年）。
- 1951年 6本の方程式から成る計量経済モデル（クライン・モデル）を構築し、直近20年のアメリカ経済を概観してみせると共に朝鮮戦争後の軽微な経済後退を予測してみせた。
- 1954年 マッカーシズムを嫌って、イギリスのオックスフォード大学で統計研究所に入り、イギリス経済のモデル開発に関与。
- 1956年 オックスフォード大学統計研究所計量経済学助教授（ - 1958年）。
- 1958年 帰国し、ペンシルベニア大学教授に就任。その後も幾つかの経済予測モデルの構築に関わる。
- 1959年 ジョン・ベーツ・クラーク賞を受賞。
- 1960年夏 大阪大学客員教授。
- 1960年 計量経済学会会長。
- 1964年 ペンシルベニア大学経済学の教授になる（ - 1967年）。
- 1968年 ペンシルベニア大学ウォートン・スクールの教授（The Benjamin Franklin Professor of Economics and Finance）になる。
- 1975年 環境経済学会会長[要出典]。
- 1977年 アメリカ経済学会会長。
- 1980年 ノーベル経済学賞を受賞した。
- 名誉教授であるが、各国のマクロ経済モデルに協力している。
- 2013年10月20日 ペンシルベニア州の自宅で死去[1]。93歳没。

## 研究経歴
1．青少年時代
- 成長するにつれて大恐慌など当時の経済問題に刺激され、特にケインズ経済学の出現に興味を覚えた。一方、数学にも興味を持っており、当時、確立しつつあった経済学の数学的分析手法にも興味をもった。

2．大学院（ - 1944年）
- 奨学金を得てMITへ入ったが、最初から大学院生助手としてサミュエルソン教授に付いて研究を進めた。1944年にPh.D.を取る。

3．コウルズ委員会（1944年 - 1947年）
- 計量経済学的方法とマクロ経済分析を結合するという試みに確信をもっており、共同研究からシステムを構築した。

4．ヨーロッパ旅行（1947年）
- ヨーロッパ中の経済および計量経済研究の中心を訪問。イギリスでケンブリッジ・グループと接触をもった。リチャード・カーン、ジョーン・ロビンソン、ピエロ・スラッファのほか、ニコラス・カルドア、リチャード・ストーンにも会った。

5．全米経済研究所（NBER）（1948年 - 1950年）
- 鉄道部門の生産関数の推計のあと、ミシガン大学サーベイ・リサーチ研究所の共同研究を行った。

6．ミシガン大学（1950年 - 1954年）
- 計量経済モデルの構築に戻った。研究生のアーサー・ゴールドバーガー（英語版）とクライン＝ゴールドバーガー・モデルを構築した。

7．オックスフォード大学（1954年 - 1958年）
- マッカーシズム時代、平和と学問の自由をもとめてオックスフォード大学へ移る。オックスフォード・モデル（英語版）の作成に当たって学生が協力してくれた。

8．ペンシルベニア大学（1958年 - 不明）
- ペンシルベニア大学教授となり、アメリカ経済のモデルに再び着手する。ウォートン・モデルのあと、共同プロジェクトであるブルッキングス・モデル（SSRC＝ブルッキングス・モデル）においてアルゴリズムを考案し、後の世代の人々が自由に操ることが可能になった。1963年、ミッシェル・エバンズ教授が加わり、彼のモデルと、ウォートン・モデルを融合させた結合モデルが作られ、「ウォートン計量経済予測ユニット」は大成功となった。
- アメリカで知己となっていた森嶋通夫と市村真一の企画に加わり、新しい『インターナショナル・エコノミック・レビュー（英語版）』の創刊に努力した。また、1960年から何度も日本に招聘され、新開陽一と共に大阪大学のモデル作成プログラムに参加した。
- イギリスと日本の経験によって、国際的なモデルの構築に向かった。1966年、アルゼンチン、ブラジル、メキシコのモデルを作った。その後、多くの国のモデルが作られたが、それらの研究から「国民経済モデルの国際連結モデル（英語版）」というプロジェクト、LINKが生まれた。

## 日本語訳著書
- 『ケインズ革命』、篠原三代平・宮沢健一共訳、有斐閣、1952年（新版1965年）
- 『計量経済学』、宮沢光一・中村貢共訳、岩波書店、1958年
- 『計量経済学入門』、河野博忠訳、創元新社、1968年（改訂版1970年）ASIN B000JA5H3Q
- 『経済予測の理論』、佐和隆光訳、筑摩書房、1973年
- 『中国の計量経済学モデル』、L.R.クライン・市村真一共編、創文社、2006年 ISBN 978-4423897348
- 『日本経済のマクロ計量分析』、市村真一・L.R.クライン共編著、日本経済新聞出版社、2011年